# Carli Davidson
Carli Davidson (geb. 1980 of 1981) is een Amerikaans fotografe en dierenverzorgster en -trainer.
Davidson fotografeert voornamelijk dieren. Ze maakte een serie foto's van dieren op de operatietafel en dieren met geamputeerde ledematen. Ze werd bekend door de serie Shake waarin ze dieren (met name honden) fotografeerde die zich droogschudden, met een zeer korte belichtingstijd waardoor de beweging bevriest. Foto's uit de serie Shake werden in 2011 onder andere gepubliceerd in NRC Handelsblad en de websites van Huffington Post, BBC Brasil en The New York Times.